# تپه ترکه
تپه ترکه مربوط به هزاره ۴ قبل از میلاد است و در شهرستان کرمانشاه، بخش مرکزی، دهستان میان دربند، ۱/۳ کیلومتری جنوب شرق روستای احمدوند واقع شده و این اثر در تاریخ ۲۶ اسفند ۱۳۸۷ با شمارهٔ ثبت ۲۵۴۱۷ به‌عنوان یکی از آثار ملی ایران به ثبت رسیده است.